# Florian Mischa Böder
Florian Mischa Böder (* 1974 in Hannover) ist ein deutscher Filmemacher, Drehbuchautor und Theaterregisseur.

## Biografie
Sein Regie- und Drehbuch-Studium an der Kunsthochschule für Medien Köln absolvierte Florian Mischa Böder 2002. Der Jungregisseur saß bereits für Die Harald Schmidt Show im Regiestuhl und entwarf als Drehbuchautor Sachgeschichten für Die Sendung mit der Maus. Sein Roadmusical Ich muss gehen ist mehrfach preisgekrönt worden. Seit der Spielzeit 2005/2006 ist er auch als Theaterregisseur tätig. Am 13. November 2014 startete sein Spielfilm Die Einsamkeit des Killers vor dem Schuss in den deutschen Kinos.

## Filmografie (Auswahl)
- 2001: Ich muss gehen (Kurzfilm)
- 2002: Liebesdienste (Kurzfilm)
- 2006: Die Österreichische Methode (Kinospielfilm)
- 2006: Nichts geht mehr (Kinospielfilm)
- 2014: Worst Case Scenario (Kinospielfilm), (Darsteller)
- 2014: Die Einsamkeit des Killers vor dem Schuss (Kinospielfilm)
- 2023: Die Tagebücher von Adam und Eva (Kinospielfilm), (Darsteller)

## Theater (Auswahl)
- 2005/2006 Die rote Zora und ihre Bande (Theater Aachen)
- 2006/2007 Das Wirtshaus im Spessart (Theater Aachen) – mit Musik von Stefan Stoppok

## Auszeichnungen (Auswahl)
- 2001 Max-Ophüls-Preis in der Kategorie Bester Kurzfilm
- 2001 Deutscher Filmschulpreis in Silber beim Festival der Filmhochschulen München
- 2002 Förderpreis für ein herausragendes Regietalent der Kurzfilmtage Winterthur (Schweiz)
- 2014 67. Internationales Filmfestival von Locarno: Weltpremiere von "Die Einsamkeit des Killers vor dem Schuss" auf dem Grande Piazza[2]
- 2014 Kinofest Lünen: Einladung von „Die Einsamkeit des Killers vor dem Schuss“ in den Wettbewerb um den Filmpreis „Lüdia“[3]